# Estimulante

Adrenalina

Um estimulante, psicoestimulante ou psicotônico é em geral, uma droga que aumenta os níveis de atividades motoras e cognitivas, reforça a vigília, estado de alerta, de atenção, e algumas vezes, tem potencial euforizante. Seu efeito é considerado como semelhante à adrenalina na atividade motora, daí a denominação de adrenérgico, contudo, esse não é o único mecanismo de ativação metabólica do
Inicialmente, o homem descobriu os estimulantes naturais, distribuídos em diferentes espécies de vegetais, denominados como tônicos em fitoterapia. O uso dos estimulantes está arraigado em muitas culturas desde a antiguidade.
A partir do século XIX, se somaram  a esta classe farmacológica as moléculas isoladas de substratos  vegetais, fundamentalmente alcalóides. Mais tarde, surgiram outros como produto exclusivo de reações químicas como variantes sintéticos.